# 中村匠
中村 匠（なかむら たくみ、1996年8月2日 - ）は、福岡県福岡市出身のハンドボール選手。日本ハンドボールリーグの豊田合成所属。

## 経歴
福岡大学時代は2016年の福岡県学生ハンドボール新人戦で新人賞を受賞。
2017年は第26回九州学生ハンドボールリーグ春季大会で優秀選手に選出。秋季大会でも優秀選手賞を受賞。西日本学生ハンドボール選手権大会では優勝し、優秀選手に選ばれた。
2018年は第27回九州学生ハンドボールリーグ春季大会で優秀選手に選ばれた。西日本学生ハンドボール選手権大会・チャンピオンシップでは優勝し、ベストセブンに選出。全日本学生ハンドボール選手権大会（インカレ）では準優勝に貢献し、優秀選手賞を受賞した。同年7月には第24回世界男子学生選手権大会の日本代表U-24に選ばれている。
2019年2月に日本ハンドボールリーグの豊田合成へ加入。

## 詳細情報

### 年度別成績
| 年       | チーム   | 試合 | FS 阻止 | 率 | 7m 阻止 | 率 |
| -------- | -------- | ---- | ------- | -- | ------- | -- |
| 2018-19  | 豊田合成 | 0    | -       | -  | -       | -  |
| JHL：1年 | JHL：1年 | 0    | -       | -  | -       | -  |

### JHLプレーオフ
| 年      | チーム   | 試合                       | FS 阻止 | 率 | 7m 阻止 | 率 |
| ------- | -------- | -------------------------- | ------- | -- | ------- | -- |
| 2018-19 | 豊田合成 | トヨタ車体戦 (2ndステージ) | -       | -  | -       | -  |

### 背番号
- 12 (2019年 - )

## 代表歴

### 日本代表U-24
- 世界学生選手権大会 (2018年)